# Julio Cervera Baviera
Julio Cervera Baviera (Sogorb, 26 de gener de 1854 - Madrid, 24 de juny de 1927) va ser un enginyer i comandant valencià.

## Biografia
Va cursar estudis de ciències físiques en la Universitat de València, cadet de cavalleria en Valladolid, entrant a formar part en 1878 de l'Acadèmia d'Enginyers Militars de Guadalajara.
En 1877 viatjà al Marroc i va publicar un llibre titulat Geografía militar de Marruecos (1884). L'armada el comissionà per a seguir explorant l'àrea i publicà l'obra Expedición geografico-militar a l'interior y costas de Marruecos (1885).
En 1886, amb el patrocini de la Societat Espanyola de Geografia Comercial, Cervera va dirigir l'expedició científica al Sàhara Occidental al costat del geòleg Francisco Quiroga i l'intèrpret Felipe Rizzo.
Durant la Guerra Hispano-estatunidenca de 1898, li va ser encarregada la defensa del Guamaní, turó que domina el camí entre Cayey i Guayama, tenint el seu punt culminant en la batalla del mateix nom (9 d'agost de 1898), en la qual va aconseguir traslladar-se a Aibonito al barri Asomante per enfortir les instal·lacions de comunicacions i repel·lir un atac de les tropes estatudinenques, coneixent-se aquest esdeveniment com "El Combate del Asomante". El poble d'Aibonito amb la seva plaça i església, és el de major altitud a nivell del mar a Puerto Rico, permetent una posició estratègica per a una major visibilitat de la costa nord (oceà Atlàntic) a San Juan i la de Ponce (mar Carib) al sud de l'Illa. En aquest punt es va establir en el sector conegut com La Torre un heliògraf per mantenir comunicació entre San Juan i Ponce. Després de la guerra es va fer famós en publicar un fullet, La defensa de Puerto Rico, en el qual amb la intenció d'afavorir al General Macías arremetia contra els voluntaris porto-riquenys.
En 1899, un cop finalitzada la guerra, i centrant-se ja en la seva faceta d'enginyer, va treballar durant 3 mesos amb Guglielmo Marconi i el seu ajudant, George Kemp. Va obtenir les seves primeres patents en telegrafia sense fils abans de finalitzar l'any. Segons el professor de la Universitat de Navarra Ángel Faus, una de les patents més destacades és la del telecomandament d'equips i sistemes, antecessor del comandament a distància. Ángel Faus, en la seva obra La Radio en España. 1896-1977, atribueix a Julio Cervera la invenció del primer sistema tècnic de la ràdio.
Segons últimes recerques realitzades, Julio Cervera va desenvolupar la ràdio onze anys abans que ho fes Marconi. És cert que Marconi va inventar abans de Cervera la telegrafia sense fils, però per transmetre senyals, no so. Cervera va transmetre la veu humana -i no senyals- sense fils entre Alacant i Eivissa en 1902.
No obstant això, cal tenir en compte que 15 anys abans que Marconi i 4 anys abans que Julio Cervera, Nikola Tesla ja havia fet diverses demostracions i publicacions dels principis de la ràdio. Després de la usurpació de Marconi en la patent, Nikola Tesla va portar Marconi als tribunals, guanyà el litigi davant el Tribunal Suprem dels EUA i quedà com l'autèntic inventor de la ràdio.
Una altra notable contribució va ser la creació en 1903 de la Internacional Institución Electrotécnica a València,que donava títols propis d'enginyer mecànic, electricista i mecànic-electricista, denominats lliures. Va ser una de les primeres experiències d'educació a distància de tot el món. En 1908 passa a anomenar-se Institución de Enseñanza Técnica oferint cursos en disc. Publica la revista Electricidad y Mecánica des de 1905 fins almenys 1920.
També va ser el creador del disseny de l'antic tramvia de Tenerife.
A més, va escriure un llibre sobre dos territoris de l'Espanya africana, La Isla del Perejil y Santa Cruz de Mar Pequeña, amb opinions profètiques.

## Vida privada

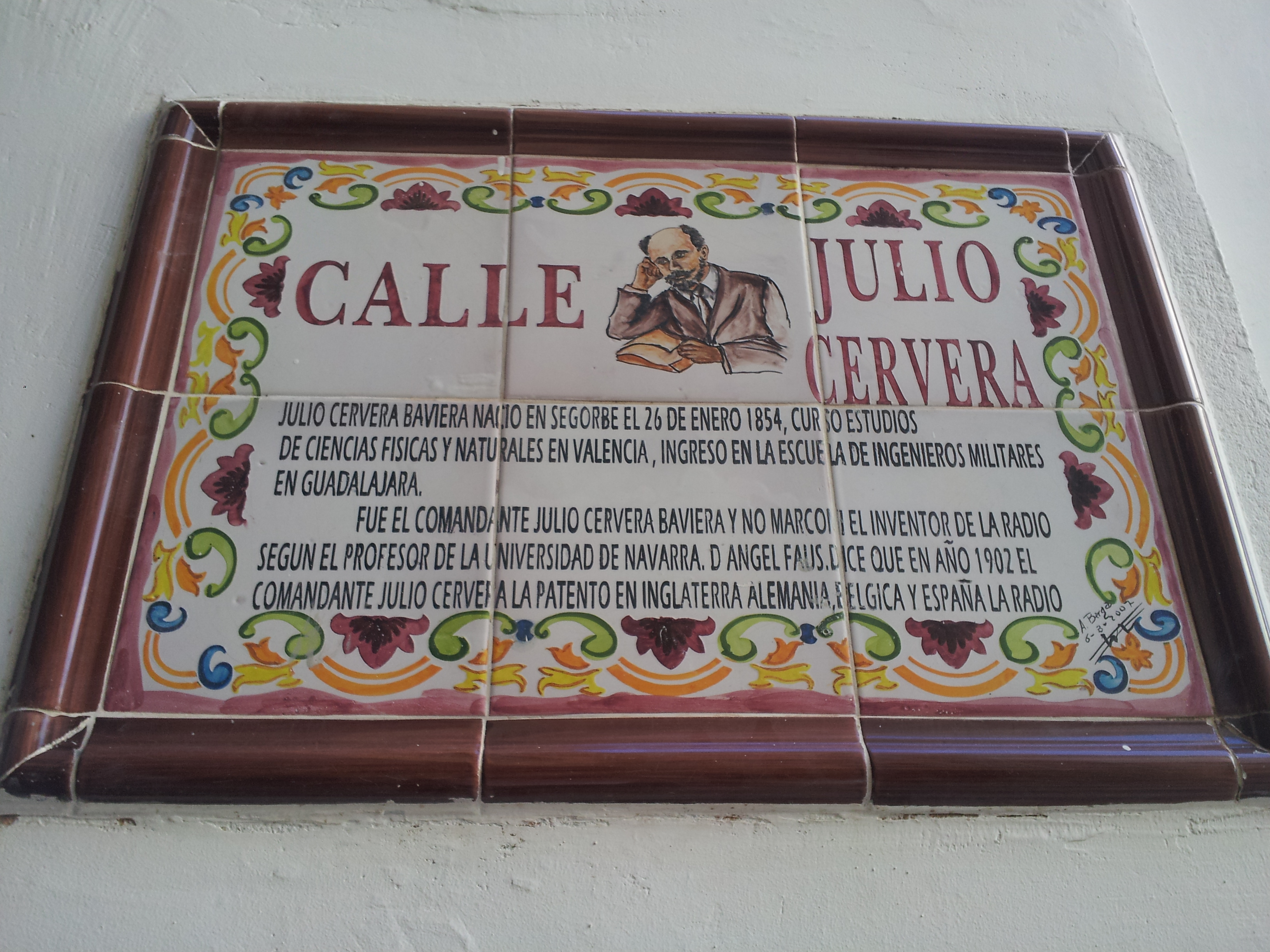
Placa dedicada a Julio Cervera a Sogorb.

En 1883 es va casar amb Desamparados Giménez Baviera amb qui va tenir tres fills, dues nenes - Amparo i Pilar - i un nen que va morir prematurament.
Cervera va ser un republicà liberal, amic personal de Manuel Ruiz Zorrilla. A les eleccions generals espanyoles de 1881 va ser candidat republicà pel districte de Sogorb a les Corts, però va sofrir un arrest que li impedí la seva participació efectiva. Després de diversos intents, en 1908, va obtenir acta de diputat per València com a integrant del Partit d'Unió Republicana Autonomista.
Maçó il·lustre, fundà una lògia a Sogorb. En 1890, va constituir una obediència maçònica al Marroc que va arribar a comptar amb 12 lògies i dos-cents membres. Un any més tard aquesta organització es va integrar en el Gran Orient Espanyol.